# Lacconotus pinicola
Lacconotus pinicola es una especie de coleóptero de la familia Mycteridae.

## Distribución geográfica
Habita en Estados Unidos.